# Fabriciana sachalinensis
Fabriciana sachalinensis är en fjärilsart som beskrevs av Satake 1916. Fabriciana sachalinensis ingår i släktet Fabriciana och familjen praktfjärilar. Inga underarter finns listade i Catalogue of Life.